# Ottawa River
Ottawa River (fransk: Rivière des Outaouais, Algonquin: Kitchissippi) er en flod i Canada, som for en stor del danner grænse mellem provinserne Québec og Ontario. Floden er en venstre biflod til Saint Lawrencefloden. Den blev navngivet efter Ottawafolket som også har lagt navn til byen Ottawa, som ligger på flodens sydlige side.

## Geografi
Ottawa River kilde er Lac de Capimitchigama i Laurentian Mountains i det vestlige Québec. Derfra løber den vestpå til Lac Témiscamingue (Lake Timiskaming) som deles af provinsgrænsen mod Ontario. Grænsen følger siden floden mod sydøst til Ottawa og Gatineau hvor vandfaldet Chutes de la Chaudière ligger. I Ottawa, munder Rideau River ud i Ottawafloden fra syd; i Gatineau på nordsiden udmunder Gatineau River.
Ottawa River fortsætter med at danne provinsgrænse næsten helt frem til Lac des Deux Montagnes, men grænsen drejer af sydpå et stykke opstrøms for søen. Lac des Deux Montagnes har fire udløb: Rivière des Mille Îles mellem det nordlige fastland og Île Jésus (som Laval ligger på), Rivière des Prairies mellem Île Jésus og Île de Montréal, samt Ottawaflodens to grene på hver sin side om Île Perrot . Alle udløbene fører endeligt til Saint Lawrencefloden .
Ottawa Rivers totale længde er 1.271 km; dens afløbsområde omfatter 146.000 km², hvoraf 65% i Québec og resten i Ontario. Midelvandføring ved Carillons kraftværk er 1.950 m³/s, men vandføringen kan variere mellem 700 og 8.000 m³/s.

### Største bifloder
- Bonnechere River
- Coulonge River
- Dumoine River
- Gatineau River
- Kipawa River
- du Lièvre River
- Madawaska River
- Mattawa River
- Mississippi River
- Montreal River
- Rivière du Nord
- Noire River
- Petawawa River
- Rideau River
- Rouge River
- South Nation River

## Geologi
Efter den seneste istid blev floddalen dækket af havbugten Champlainhavet. Fossiler fra liv i havet er blevet fundet i leraflejringer fra denne tid. Aflejringerne har skabt områder med dårligt afløb, som har været udgangspunkt ofr store moser og områder med meget ustabilt kvikler . Flere jordskred er derfor sket i området. Landsbyen Lemieux i Ontario gled ned i South Nation River i 1993, men den var allerede blevet evakueret eftersom man mistænkte at jorden var ustabil der.
Store mængder canadagæs, ænder, måger og vadefugle drager nytte af forårsoversvømmelser og vådområder i Ottawadalen under fugletræk. Ænder overvintrer også i dele af floden som ikke fryser til.

## Historie
Floden var en vigtig handelsvej for algonkinerne , som kaldte den Kitchissippi , "Store flod". Nutidens navn fik den efter en gruppe ottawaer (på fransk Outaouais) kontrollerede floden cirka 1865. De var dog aldrig særligt talrige i dalen.
Samuel de Champlain og Étienne Brûlé blev i 1615 de første europæere som rejste op langs Ottawafloden. Sammen med algonkinguider fulgte de et strøg vestpå til Georgian Bay som skulle blive anvendt af franske pelshandlende i de følgende to århundreder.
I begyndelsen af 1800-tallet begyndte Ottawafloden og dens bifloder at blive udnyttet for at give adgang til de store fyrretræsskove i området. Tømmerhandlen og flådningen blev udviklet hurtigt. Rideaukanalen forbinder siden 1832 Ottawafloden med Lake Ontario, og styrkede sammen med sluserne ved Carillon og Sainte-Anne-de-Bellevue flodens rolle som transportvej. I dag er der blevet bygget flere vandkraftværker langs floden, men den anvendes fortsat i stor udstrækning af fritidsbåde. I året 1952 indtraf en atomenergiulykke i atomkraftværket forskningsreaktoren NRX som førte til at store mængder radioaktivt vand lækkede ud i floden. I 1956 blev det opgivet at lækagen på floden løb op på 0,4 GBq/døgn.